# Achille Astolfi
Achille Astolfi (Padova, 22 agosto 1823 – Padova, 11 marzo 1900) è stato un pittore e incisore italiano, rinomato presso i contemporanei soprattutto come ritrattista.

## Biografia
Nacque alle 7 del mattino del 22 agosto 1823 nella parrocchia di San Benedetto a Padova da una famiglia borghese; giovinetto fu avviato al sacerdozio, ma abbandonò presto gli studi religiosi per dedicarsi alla pittura sotto la guida del maestro Vincenzo Gazzotto. Operò quasi esclusivamente nella sua città natale, in uno studio situato nel quartiere Conciapelli, ora demolito.

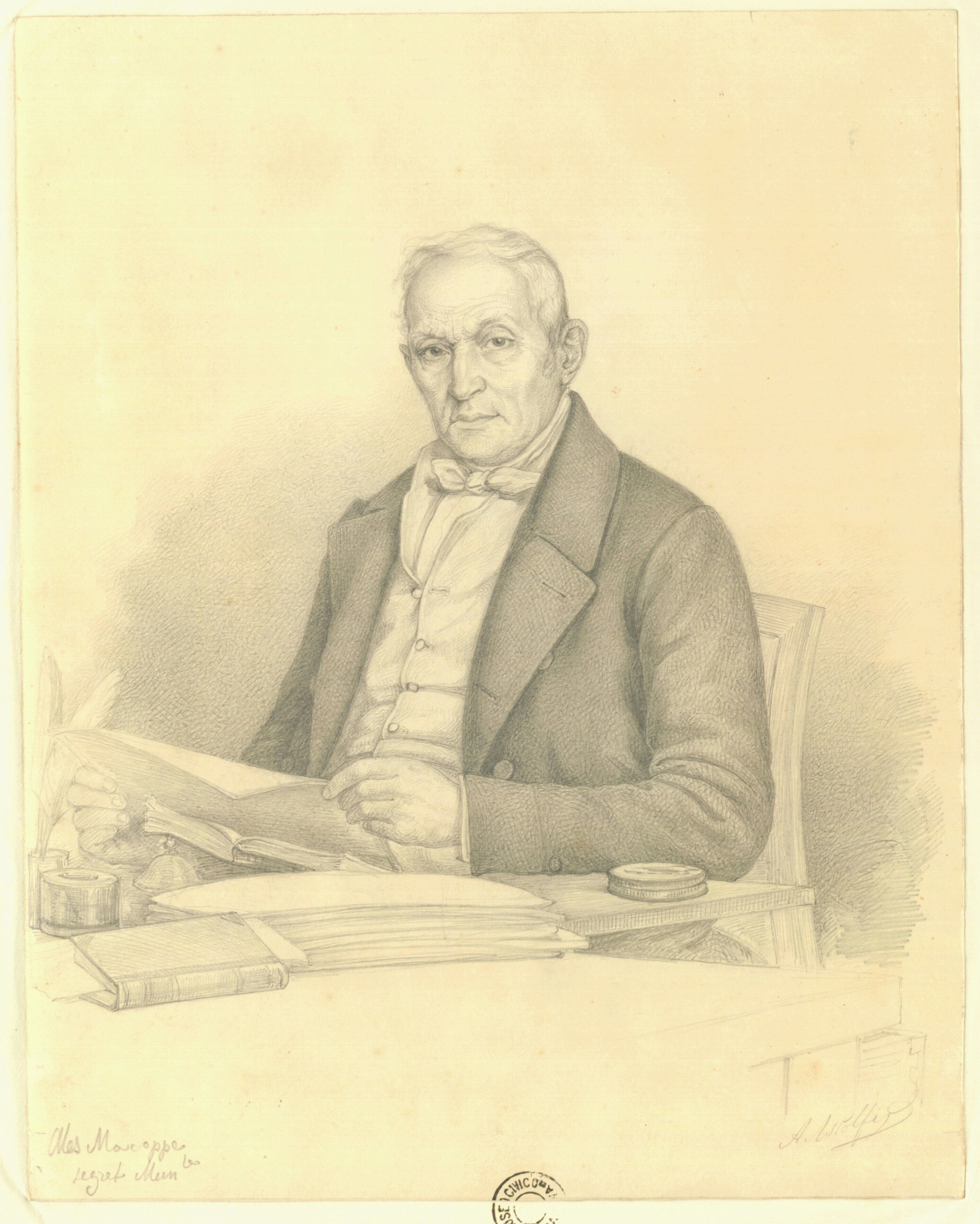
Ritratto di Alessandro Knips Macoppe, Biblioteca Civica di Padova.

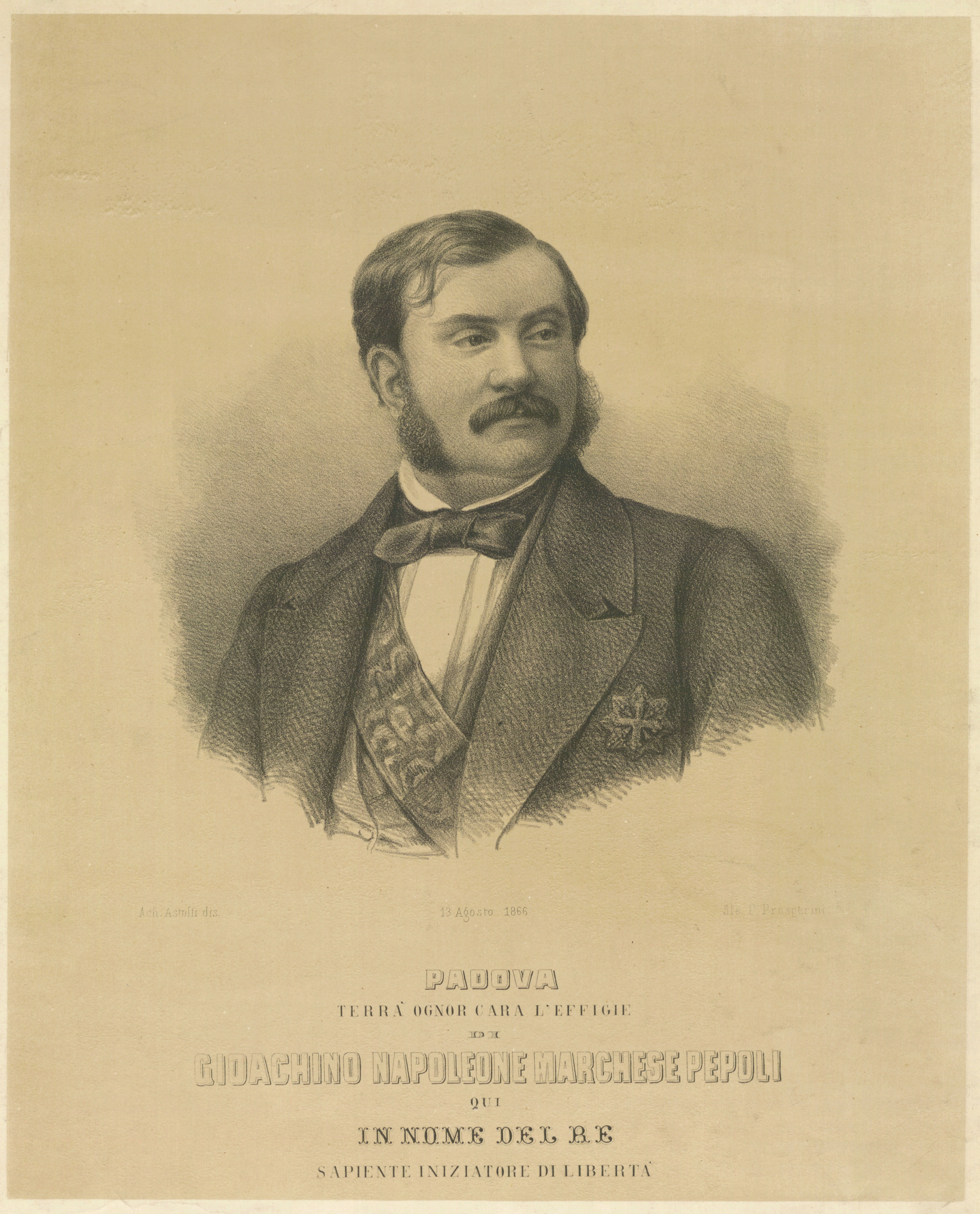
Ritratto di Gioacchino Napoleone Pepoli, Biblioteca Civica di Padova.

Le sue prime opere note sono litografie, soprattutto ritratti; in seguito si dedicò alla pittura ad olio ma continuò a occuparsi di litografia all'incirca fino al 1870. La sua incisione più famosa è del 1866: A Voi l'Italia riconoscente... dove sono ritratti insieme Vittorio Emanuele II, Napoleone III, Cavour e Daniele Manin, un'opera che portò la sua fama anche al di fuori dei confini di Padova e del Veneto. Ciononostante eseguì anche un ritratto a olio dello scrittore antirisorgimentale padovano Alessio De Besi (1842-1894). 
Oltre ad essere un provetto ritrattista, ricercato soprattutto dalla borghesia padovana della sua epoca, si dedicò anche al paesaggio e ai soggetti sacri. Espose alcune sue opere in occasione di poche manifestazioni, ma ricevendone ottime soddisfazioni personali:
- nel 1855 l'Accademia di Venezia espose e acquisì il suo acquerello Questuanti;
- nel 1872 il suo ritratto Principe Umberto venne premiato in occasione dell'Esposizione Regionale di Treviso;
- partecipò nel 1884 all'Esposizione Generale Italiana di Torino.

Il bozzetto Incontro di Teano presentato all'Esposizione di Torino doveva servire per il sipario del Teatro Garibaldi di Padova, ma né il sipario né il teatro vennero mai realizzati.
Nel 1894 si occupò del restauro, divenuto poi un rifacimento, di alcuni ritratti nel Palazzo della Ragione.
Morì in casa propria, sempre nella parrocchia di San Benedetto a Padova, il pomeriggio dell'11 marzo 1900.
Nonostante la fama di cui godette in vita, i suoi concittadini non hanno mantenuto una sua memoria in città dopo la sua morte.
La casa in cui visse e morì, in via Patriarcato, fu demolita alla fine degli anni 1930 per dare una struttura più organica a piazza Capitaniato, dopo la costruzione del Palazzo Liviano.
Il suo studio fu demolito alla fine degli anni 1950 insieme con tutto il quartiere Conciapelli ormai degradato.
Anche la sua tomba, passato il periodo di concessione presso il Cimitero Maggiore, fu smantellata e i suoi resti furono collocati nell'ossario comune.
A oggi non gli è ancora stata dedicata una via a Padova, mentre gli è stata dedicata una via a Roma.

## Opere

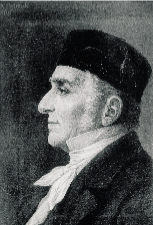
Ritratto di Antonio Pedrocchi, Museo del Risorgimento e dell'età contemporanea, Padova.

Nonostante la lunga produzione di ritratti, la maggior parte delle opere di Achille Astolfi sono entrate, per loro natura, a far parte di collezioni private; attualmente risultano inventariati circa una decina tra litografie e dipinti nelle varie sedi dei Musei Civici di Padova, pochi dipinti sono conservati in altre sedi, mentre di alcune opere sono state perse le tracce.
Presso lo Stabilimento dello storico Caffè Pedrocchi, nella sede del Museo del Risorgimento e dell'età contemporanea, sono conservati i ritratti del fondatore Antonio Pedrocchi e del suo successore Domenico Cappellato Pedrocchi.
Nell'Ufficio del Sindaco di Padova a Palazzo Moroni sono conservati i dipinti Ritratto del conte Carlo Leoni e Ritratto di Francesco Piccoli, già sindaco di Padova, anche queste opere di proprietà dei Musei Civici di Padova.
Presso la Biblioteca del Museo Civico di Padova sono conservati alcuni ritratti in litografia, tra i quali: Antonio Pengo (1846), Carlo Negrini (1851), Giacomo Dalla Zuanna (1852), Achille de Zigno (1853).
Presso l'Accademia di Venezia è tuttora conservato il già ricordato dipinto Questuanti (1855).
Nel 1858 stava lavorando ad una pala d'altare, ma il biografo non fornisce indicazioni né su quale chiesa l'avesse commissionata né sul soggetto dell'opera.
Al Museo Bottacin di Padova si trova il Ritratto di Vincenzo Gazzotto (1860), in cui Achille Astolfi ritrasse il suo maestro.
A Voi l'Italia riconoscente... (1866).
Nella sala del Senato accademico del Palazzo del Bo a Padova c'è un ritratto di Vittorio Emanuele II (1870).
All'Esposizione Regionale di Treviso del 1872, oltre al già ricordato Principe Umberto, presentò anche un ritratto d'uomo e un ritratto di Giuseppe Verdi.
I dipinti presentati all'Esposizione Generale Italiana di Torino del 1884 furono il già ricordato Incontro di Teano e Lavandaie al Ponte del Carmine. Quest'ultimo fu conservato presso la Villa Egizia di Battaglia Terme fino agli anni 1920.
A Padova nel 1890 espose, oltre ai dipinti già presentati a Torino, anche i dipinti Lavandaia bagnante e Una baccante.